# Enric de Cardona i d'Erill
Enric de Cardona i d'Erill (? - 1603). Fou portantveus del Lloctinent General del Principat, conseller reial, vicegerent del governador general i finalment Governador general de Catalunya. Cavaller de l'Orde de Sant Jaume.
Fill del governador del Principat Pere de Cardona i Requesens i de Maria d'Erill. Es casà amb Violant Carròs i de Centelles. Participà en una justa al Born el 1585. Fou portaveu del governador del Principat entre el 1593 i el 1603.